# Rjudži Mičiki
Rjudži Mičiki (japonsko 路木 龍次), japonski nogometaš, * 25. avgust 1973.
Za japonsko reprezentanco je odigral štiri uradne tekme.